# Pholidota niana
Pholidota niana är en orkidéart som beskrevs av Y.T.Liu, R.Li och Chun Lin Long. Pholidota niana ingår i släktet Pholidota och familjen orkidéer. Inga underarter finns listade i Catalogue of Life.